# Grass: A Nation's Battle for Life
Grass: A Nation's Battle for Life è un film muto del 1925 diretto da Merian C. Cooper e Ernest B. Schoedsack.
Assieme a Nanuk l'esquimese di Robert J. Flaherty (1922), il film fu uno dei primi grandi documentari etnografici ad essere realizzati nella storia del cinema. Cooper era un ricercatore per l'American Geographical Society, Schoedsack un fotografo. Furono i primi occidentali ad unirsi alla tribù dei Bakhtiari nella loro migrazione annuale verso i pascoli estivi. Due anni dopo, il team Cooper-Schoedsack realizzò un secondo documentario, questa volta in Tailandia, Chang: la giungla misteriosa (1927), prima di mettere le conoscenze così acquisite al servizio della realizzazione del film King Kong (1933), uno dei maggiori successi della cinematografia mondiale.
Nel 1947 Cooper accarezzò l'idea di un remake, ma le condizioni di vita dei Bakhtiari erano nel frattempo radicalmente mutate. La migrazione avveniva ora per la maggior parte usando le strade e la ferrovia e un ponte attraversava il fiume Karun.
Nel 1997 il film è stato scelto per la conservazione nel National Film Registry della Biblioteca del Congresso degli Stati Uniti d'America.

## Trama
Come ogni anno la tribù dei Bakhtiari emigra dal sud della Persia (Iran) verso i pascoli estivi. 50.000 persone e centinaia di migliaia di animali affrontano a piedi il lungo e difficile viaggio superando condizioni climatiche avverse e territori impervi ad attraversare il fiume Karun e i monti Zagros.

## Produzione
Il film fu prodotto negli Stati Uniti della Famous Players-Lasky Corporation.

## Distribuzione
Il film fu mostrato in prima visione negli Stati Uniti il 24 gennaio 1925 in occasione del banchetto annuale de The Explorers Club all'Hotel McAlpin di New York, preceduto da una presentazione di Merian C. Cooper. Uscì quindi nelle sale cinematografiche statunitensi, distribuito dalla Paramount Pictures, facendo il suo debutto al Criterion Theater di New York il 30 marzo 1925.